# Rue Watt
La rue Watt est une voie située dans le quartier de la Gare du 13e arrondissement de Paris.

## Situation et accès
Longue de 500 m et large de 12 m, elle relie le quai Panhard-et-Levassor au carrefour des rues du Chevaleret et du Loiret et donne accès à l'allée Rita-Thalmann.
Environ la moitié de la rue se situe sous les voies ferrées provenant de la gare de Paris-Austerlitz, qu'elle traverse de part en part. Cet état de fait a mis pendant plus d'un siècle son réaménagement urbain au centre de confrontations techniques, parfois difficiles[réf. nécessaire], entre l'administration ferroviaire et l'administration municipale.
Ce site est desservi par la ligne 14 à la station de métro Bibliothèque François-Mitterrand.

## Origine du nom
Cette voie rend hommage à l'inventeur écossais James Watt (1736-1819).

## Historique

### Ancienne rue Watt
Une ordonnance royale du 27 avril 1825 autorisa l'administration des hospices de Paris et MM. Bouhin, Godde, Magu, le baron Hély-d'Oissel à ouvrir sur les terrains du clos de la Gare et du pré de l'Hôpital, qui leur appartenaient, cinq rues. Cette autorisation fut accordée à la charge par les impétrants de supporter les frais d'établissement du premier pavage et éclairage des rues nouvelles, d'établir dans les rues des trottoirs de chaque côté desdites rues, au fur et à mesure qu'il s'y construirait des maisons d'habitation. 
Une seconde ordonnance du 14 janvier 1829 modifia la précédente, mais seulement en ce qui concernait le nombre des rues. Elles furent réduites à quatre. Ces divers percements furent immédiatement tracés. Cette rue d'une longueur de 135 m, qui reçut la dénomination de « rue Watt », commençait alors quai d'Austerlitz et finissait rue de la Gare.
Par décret en date du 12 août 1863, la totalité de cette voie a été supprimée par l'agrandissement de la gare du chemin de fer d'Orléans (actuelle gare de Paris-Austerlitz).

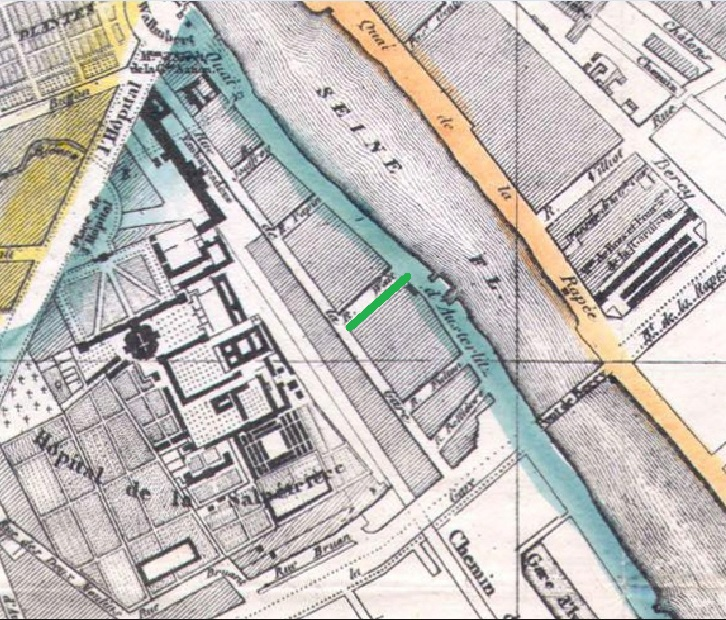
Emplacement de la rue Watt avant 1867 (à proximité de la gare d'Austerlitz).
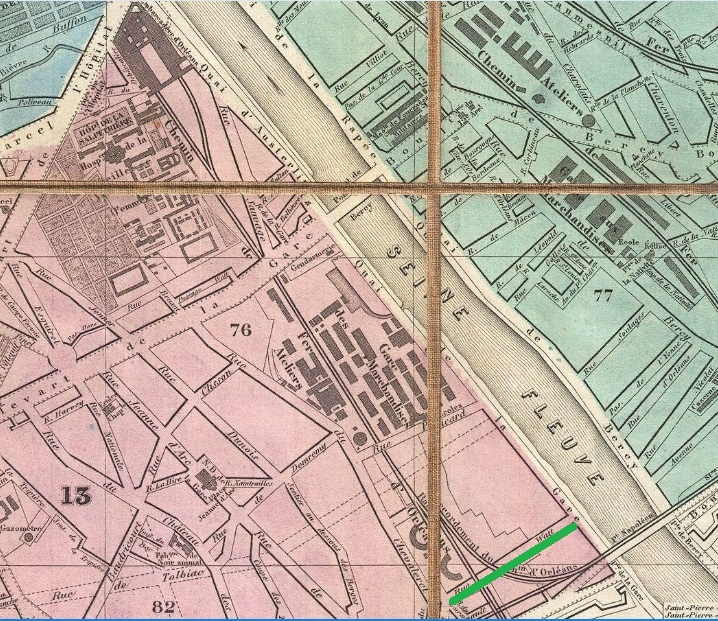
Emplacement de la rue Watt depuis 1867 (à proximité des boulevards des Maréchaux).

### Rue Watt actuelle
La rue a été ensuite, géographiquement, complètement recréée et déplacée.
Elle était la première inondée lorsque la Seine connaissait une crue.
La rue était aussi un accès à la gare de Paris-Tolbiac.
Dans le cadre de l'aménagement de la ZAC Paris-Rive-Gauche, la rue a perdu son aspect et ses principales singularités,. Une consultation lancée par la Société d'étude, de maitrise d'ouvrage et d'aménagement Parisienne (SEMAPA) a confié en septembre 2005 la maîtrise d'œuvre de cette rénovation à une équipe comprenant Bruno Fortier, Jean-Thierry Bloch, Fernando Vega Sánchez et Sylvain Dubuisson. La partie souterraine de la rue, passant sous les voies de chemin de fer de la gare d'Austerlitz, peut-être utilisée par les piétons.

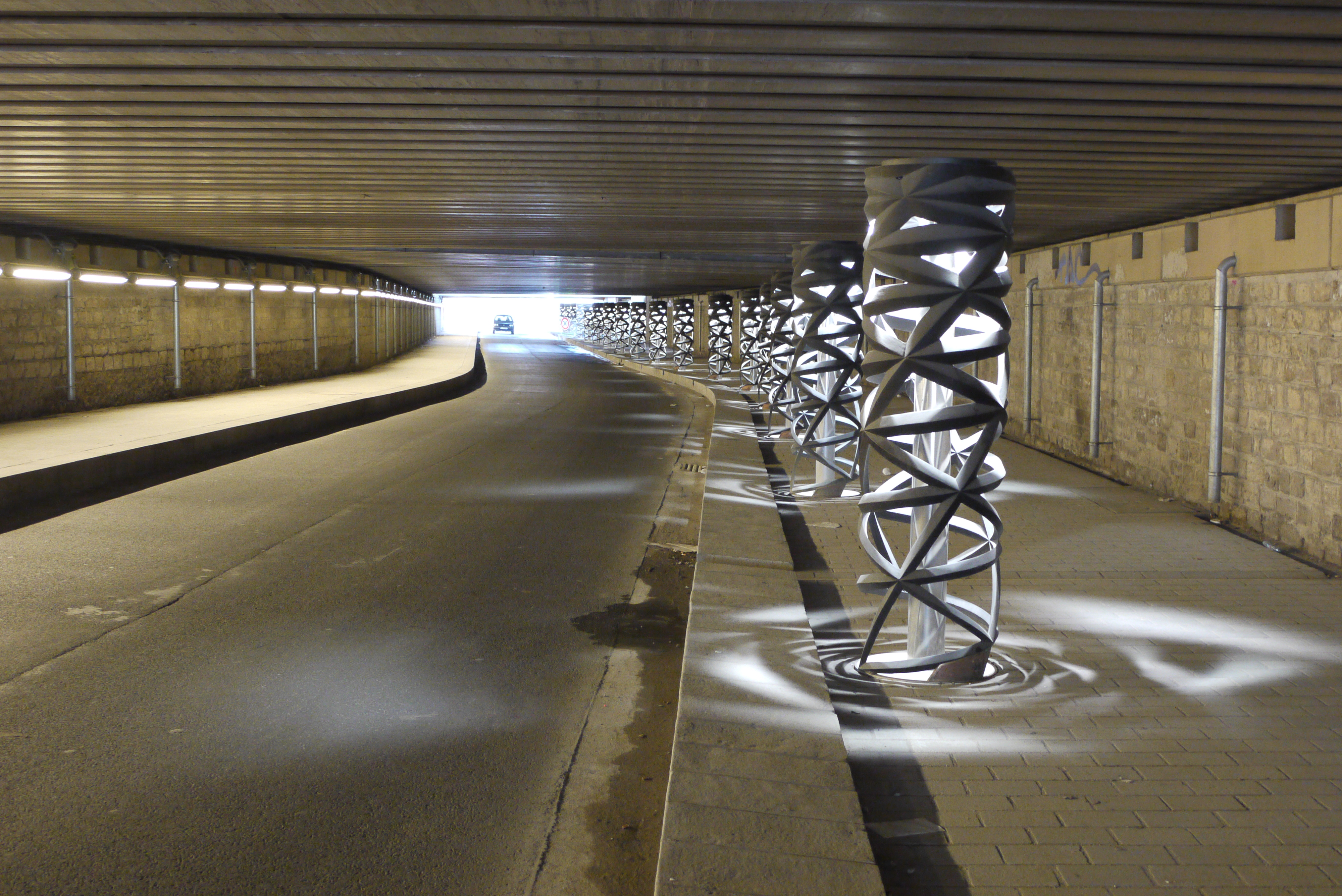
Partie souterraine de la rue Watt en 2012.
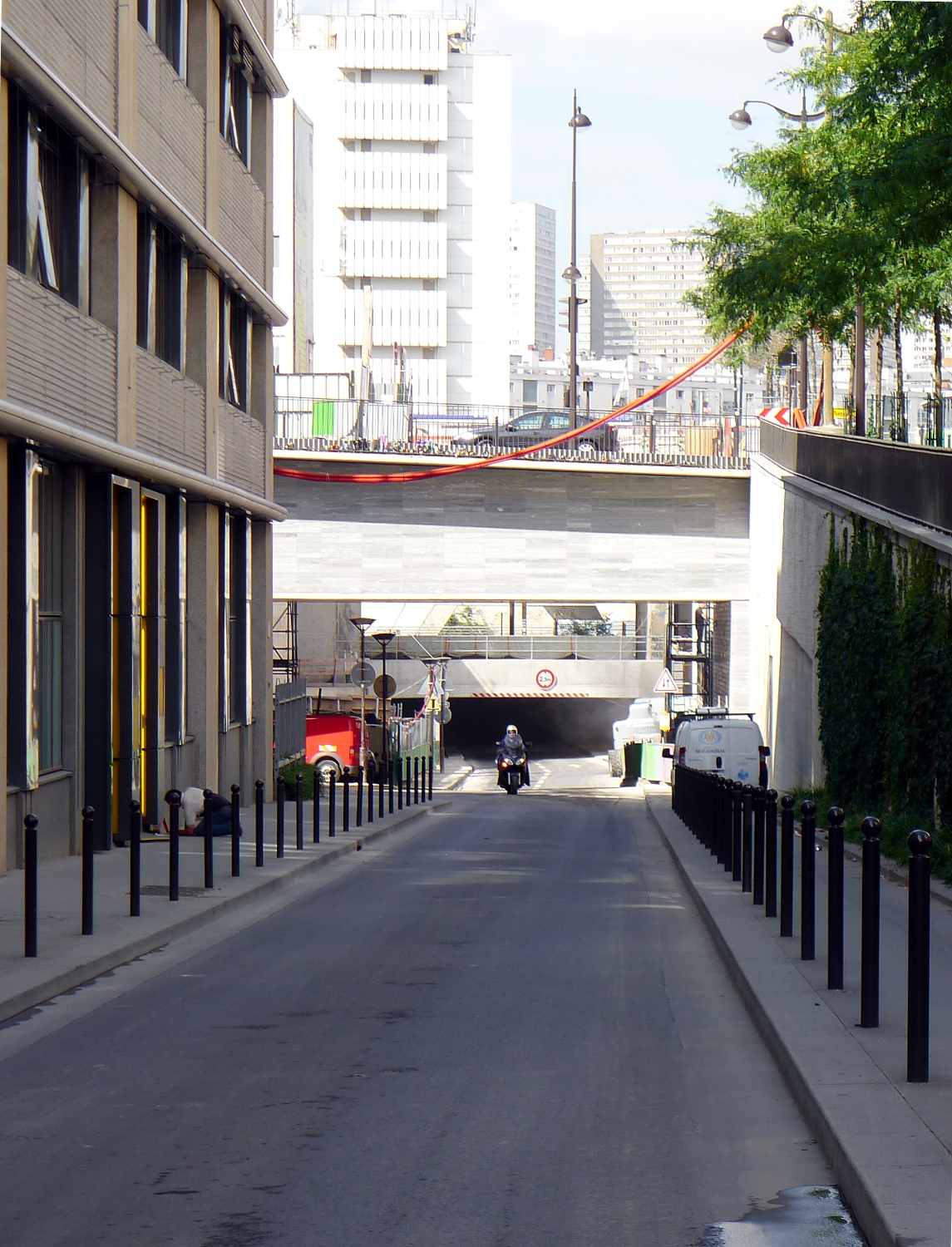
La rue Watt après les travaux de 2007, vue de la rue Albert-Einstein.

## La rue Watt et les arts
Présentée comme une « rue sombre et mystérieuse », voire qualifiée de « sombre et basse », la presque inhabitée et très peu fréquentée rue Watt a suscité l'imagination des photographes, poètes et écrivains par son aspect pittoresque et singulier : elle a longtemps été pourvue de petits réverbères allumés en permanence, un trottoir en surplomb de la voie principale, et des raies de lumière filtrant entre les tabliers des innombrables ponts soutenus par des colonnes en fonte à l'antique.
Boris Vian lui a consacré une chanson popularisée par Philippe Clay,, ainsi que Jean-Pierre Melville, dans la longue séquence qui ouvre son film, Le Doulos, et Jacques Tardi qui l'a représentée dans certaines de ses bandes dessinées, adaptant en particulier Brouillard au pont de Tolbiac de Léo Malet.
Elle fait également une apparition dans le film Antigang de Benjamin Rocher. 
La rue a également été célèbre pour ses graffitis, disparus depuis à la suite de sa transformation totale des années 2000.